# Academia Contemporânea do Espectáculo - Escola de Artes

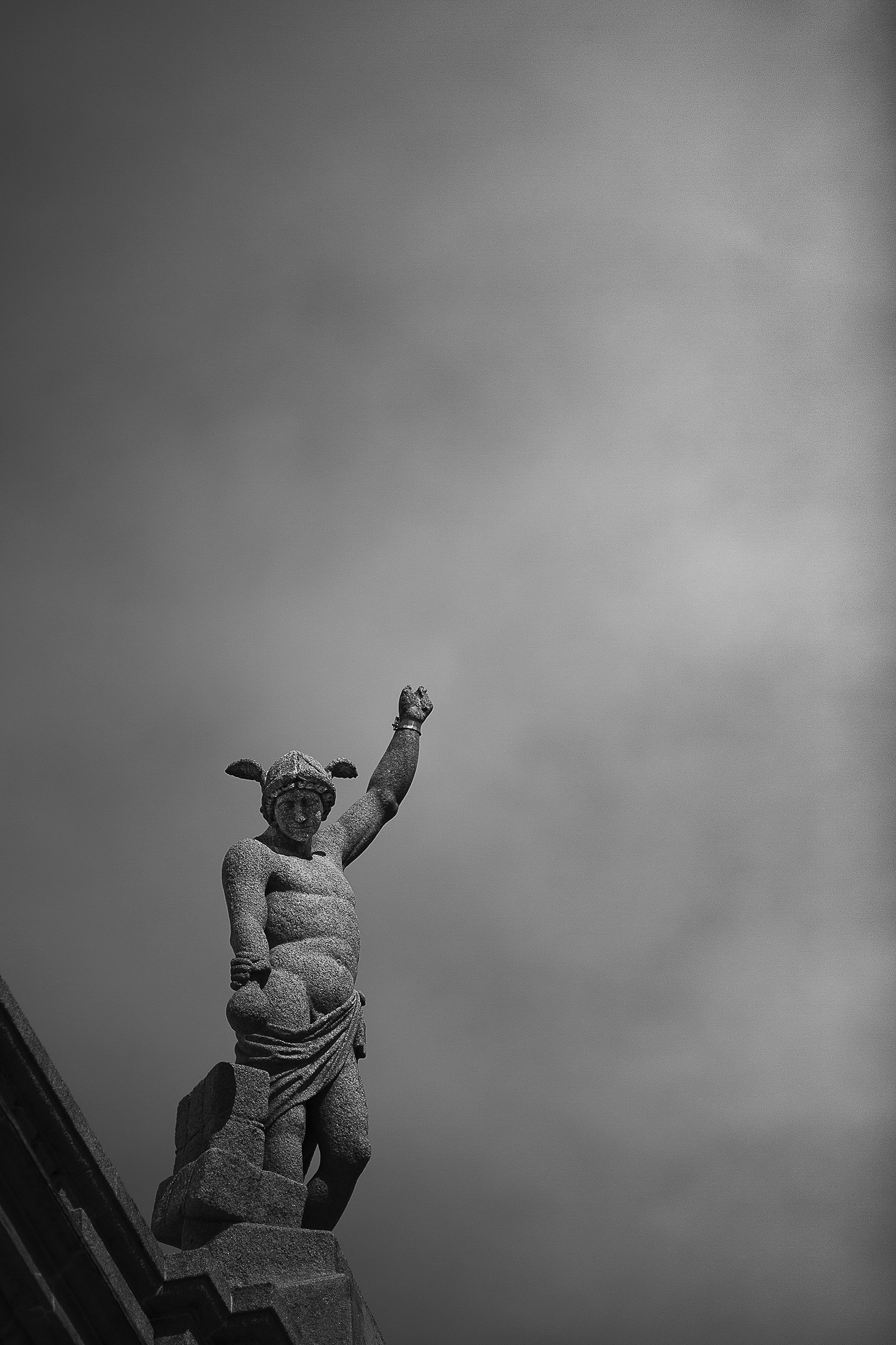
Estátua de Mercúrio no Palácio do Conde de Bolhão

A Academia Contemporânea do Espectáculo - Escola de Artes (ACE - Escola de Artes) é uma escola portuguesa de ensino artístico de referência nacional na formação nas artes do espetáculo fundada em 1990. Agora com um polo em Vila Nova de Famalicão (ACE Famalicão). A escola prepara os formandos para a inserção no mercado laboral nas áreas do teatro, televisão, cinema, publicidade, concertos, festivais e ópera. Está atualmente instalada no Palácio do Conde do Bolhão na cidade do Porto.
O palácio também acolhe a companhia Teatro do Bolhão. O ator António Capelo é um dos seus directores artísticos.

## Os cursos
A sua atividade divide-se em três cursos principais, com a duração de três anos: cenografia, figurinos e adereços; interpretação; e luz, som e efeitos cénicos.